# Quan Lĩnh
Huyện tự trị dân tộc Bố Y và dân tộc Miêu Quan Lĩnh (chữ Hán giản thể: 关岭布依族苗族自治, Guānlǐng BùyīzúMiáozú Zìzhìxiàn, âm Hán Việt: Quan Lĩnh Bố Y tộc Miêu tộc Tự trị huyện) là một huyện thuộc địa cấp thị An Thuận, tỉnh Quý Châu, Cộng hòa Nhân dân Trung Hoa. Huyện này có diện tích 1.648 km², dân số năm 2002 là 320.000 người. Mã số bưu chính là 561300. Huyện lỵ đóng ở trấn Quan Tác.

## Phân chia hành chính
Huyện tự trị Quan Lĩnh được chia thành 7 trấn và 6 hương dân tộc.
- Trấn: Quan Tác, Vĩnh Ninh, Hoa Giang, Thượng Quan, Pha Cống, Bạch Thủy, Đoạn Kiều và Cương Ô.
- Hương: Sa Doanh, Tân Phố, Bản Quý, Bát Đức, Đỉnh Vân và Phổ Lợi.